# Blekhuvad munia
Blekhuvad munia (Lonchura pallida) är en fågel i familjen astrilder inom ordningen tättingar.

## Utseende och läte
Blekhuvad munia är en liten fink med mörk kropp och slående vitt huvud. Ovansidan är djupt kastanjebrun, med rödaktig stjärt och ljust persikotonad undersida. Ungfåglarna är mycket mer färglösa och brunare, men uppvisar vanligen ljusare huvud. Bland lätena görs svaga och ljusa "weee" och kraftigare och mer metalliska "wit-wit-wit".

## Utbredning och systematik
Blekhuvad munia behandlas antingen som monotypisk eller delas in i två underarter med följande utbredning:
- Lonchura pallida pallida – förekommer på Sulawesi och Små Sundaöarna
- Lonchura pallida subcastanea – förekommer på norra och centrala Sulawesi (lägre Paludalen)

## Levnadssätt
Blekhuvad munia hittas i lågland i öppet landskap som våtmarker, odlade fält, gräsmarker och buskiga områden. Den är en social fågel som ses i marklevande flockar.

## Status
Arten har ett stort utbredningsområde och beståndet anses stabilt. Internationella naturvårdsunionen IUCN listar den därför som livskraftig (LC).